# Massacre d'Ochota
Le Massacre d'Ochota (en polonais : Rzeź Ochoty, ou « Abattage d'Ochota », « Pacification d’Ochota ») est une vague de meurtres et de tuerie de masse, de pillages, d'incendies criminels, de torture et de viols orchestrée par des soldats de diverses formations allemandes et collaborationnistes qui a balayé le quartier d'Ochota (à Varsovie) du 4 août au 25 août 1944, pendant la répression de l’insurrection de Varsovie.
À Ochota, le soulèvement s'est soldé par un échec, les soldats de l'Armée de l'Intérieur (AK) n'ayant pas réussi à s'emparer de la plupart des bâtiments occupés par les allemands.
Dans la nuit du 1er au 2 août 1944, les forces principales du District IV « Ochota » (Osiemnastka) de l'Armée de l'Intérieur se replient vers la Forêt de Sekocinski (pl).
Seules deux redoutes isolées, situées dans les rues Kaliska et Wawelska, subsistent dans le district.
Avec l’arrivée de troupes allemandes, les 4 et 5 août 1944, la « Pacification d’Ochota » commence avec meurtres, viols et incendies. Les principaux auteurs de ces crimes de guerre étaient les collaborateurs nazi de la Brigade Kaminski (29e division SS).
Le symbole de la cruauté des soldats de la 29e division SS devient le marché Zieleniak qui, dans les premiers jours d'août, devient le point de ralliement de la population expulsée de Varsovie. En outre, de nombreuses atrocités sont commises à l'Institut du Radium et dans le quartier « Kolonia Staszica ».
Le 11 août 1944, la redoute de la rue Wawelska (dernier point de résistance polonais) tombe et les troupes de Kaminski se déplacent vers le secteur de la place Sokratesa Starynkiewicza.
En tout, environ 10 000 habitants d'Ochota ont été tués et leurs biens volés, après quoi le quartier a été systématiquement incendié par les bandits de Kaminski, tout comme les corps de nombreuses victimes.

## Ochota à «l’Heure «W»»
L'ordre du commandant du district de Varsovie de l'Armée de l'Intérieur (en polonais : Armia Krajowa, AK), le colonel Antoni Chruściel (pseudo « Monter »), fixant la date du déclenchement de l'Insurrection de Varsovie à 17 h 0 heure le mardi 1er août 1944, l'« Heure « W » » (en polonais : Godzina W pour « Liberté » (en polonais : Wolność, le 1er août 1944 à 17 h 0 UTC+2)), ne parvient à Ochota qu'à 8 h 0 heure le matin du jour prévu de l'insurrection.

center L'insurrection de Varsovie : l'armée polonaise de l'intérieur tente de libérer Varsovie de l'occupation allemande avant l'arrivée de l'Armée rouge.

Ce retard organisationnel a un effet négatif sur la mobilisation.
En outre, dès les premières heures de la matinée, une escarmouche se produit dans la région de la place Artura Zawiszy (en polonais : Plac Artura Zawiszy), un accrochage a lieu entre une patrouille allemande et un groupe d'insurgés transportant des armes vers l'un des points de rassemblement.

« L'effet de surprise n'est pas au rendez-vous. Quinze minutes avant l'attaque, les troupes allemandes occupent des positions d'urgence, probablement prévenues par le déclenchement prématuré des combats dans d'autres quartiers de la ville. Toutes les attaques des insurgés sont repoussées dans un bain de sang. »

— Sieroszewski Władysław, 
En conséquence, les troupes allemandes deviennent plus vigilantes, rendant plus difficile à la fois la mobilisation et le transport des armes.
Avant « l'Heure « W » », c’est seulement 1 000 soldats de l’Osiemnastka de l'AK, soit moins de 59 % des effectifs, qui atteignent les points de rassemblement.
L'équipement en armes et munitions est encore pire, en raison de la perte d'une partie des ressources du district au printemps 1944 et du manque de temps pour les livrer aux points de rassemblement.
Satisfaits de repousser les attaques polonaises, les troupes allemandes se comportent en premier temps correctement.
Pendant ce temps, le lieutenant-colonel Mieczysław Sokołowski (pseudo « Grzymała »), privé de communication avec le commandement du district et des districts voisins, décide de concentrer ses forces dans le quadrilatère des rues Grójecka – Niemcewicza – Asnyka – Filtrowa et d'y entreprendre une défense persistante.
Dans la nuit du 1er au 2 août 1944, sous l'influence de ses officiers, il change d'avis et décide de se retirer dans la Forêt de Sekotin (Sękocińskie) (pl).
Avant l'aube, 550 à 700 insurgés, pour la plupart non armés, défilent depuis le quartier de la rue Niemcewicz. La retraite se déroule si rapidement que certaines sous-unités qui n'ont pas reçu de nouvelles des plans de « Grzymała » sont restées à Ochota.

« Comme le bataillon était encerclé de tous les côtés - de la rue Sucha, de la rue Filtrowa, de la aleja Niepodległości et de la rue Wawelska - dans la nuit du 1er au 2 septembre 1944, le commandement a reçu l'ordre de la Division de passer à Okęcie.... 
Correction : le commandement a pris cette décision lui-même, ayant reçu de Śródmieście des renseignements selon lesquels ils ne pouvaient pas nous envoyer d'aide. 
Après une tentative infructueuse de deux compagnies de passer à Okęcie, les insurgés survivants reviennent à Kolonia Staszica et reprennent l'occupation de leurs postes antérieurs. 
Peu à peu, par petits groupes, les insurgés se dirigent furtivement vers Śródmieście. »

— Romuald Jakubowski, 
Le matin du 2 août 1944, la colonne d’insurgés rencontre les troupes allemandes cantonnées à Pęcice et subit de lourdes pertes dans la bataille qui s'ensuit,.

## L'arrivée de la Brigade Kaminski

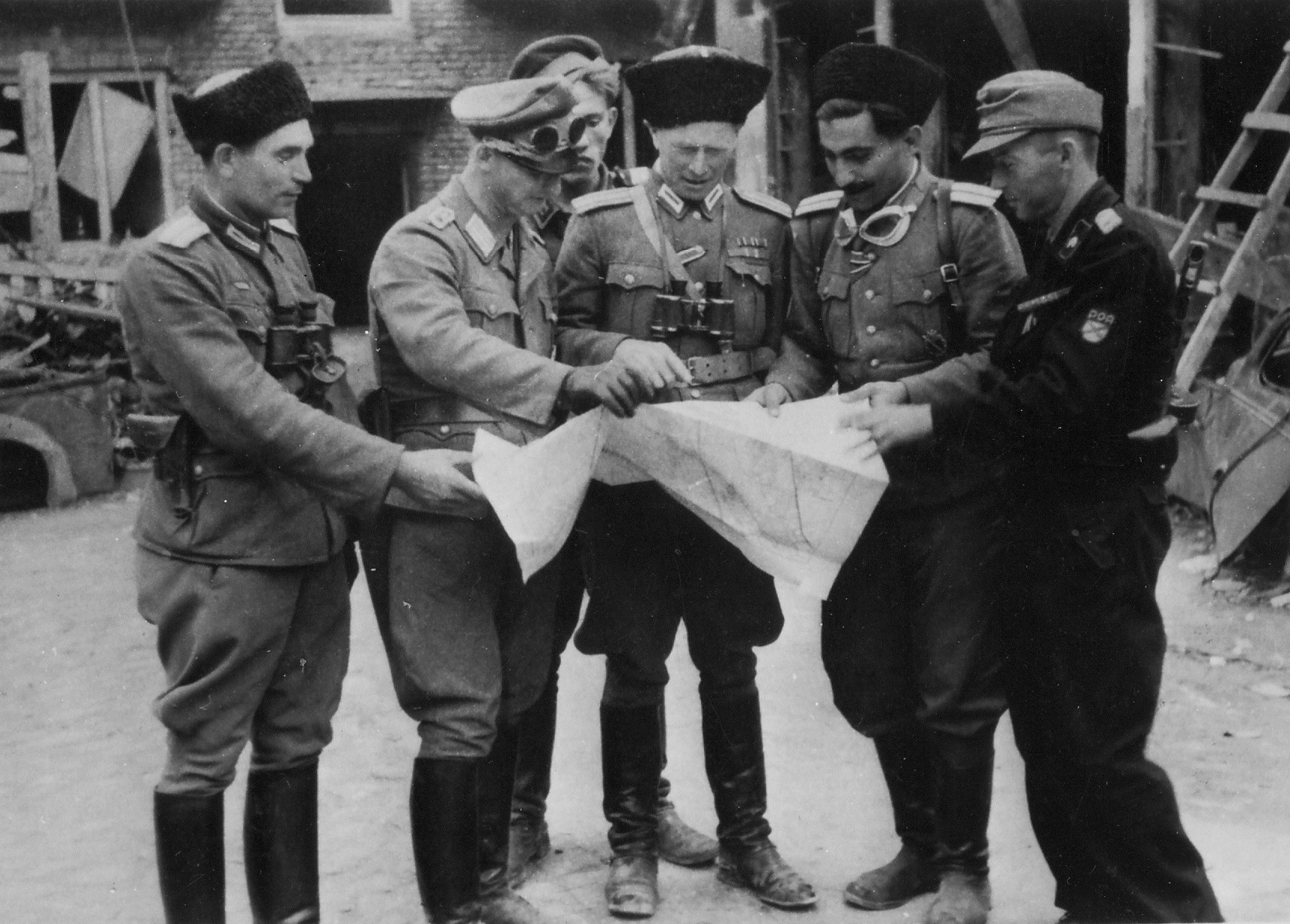
Des officiers supérieurs de l'Armée de libération nationale russe tiennent un briefing pendant le soulèvement de Varsovie. Au milieu, le major Ivan Frolov.

Après le déclenchement du Soulèvement, le Reichsführer Heinrich Himmler ordonne la destruction de la ville et l'extermination de sa population civile..
Le 4 août 1944, vers 10 heures, des unités de la 29e division SS, aussi appelée « Armée de libération nationale russe » (en russe : Русская Освободительная Народная Армия, POHA en caractères russes ; Russkaya Ovsoboditelnaya Narodnaya Armija, RONA en transcription latine), commandé par Bronislaw Kaminski, entrent dans le district d'Ochota à Varsovie.
Le commandement de la Brigade Kaminski, ayant sous ses ordres 1 700 soldats, installe son quartier général dans un bâtiment de l'Université Libre de Pologne (en polonais : Wolna Wszechnica Polska) au 2A rue Opaczewska (aujourd'hui 2 rue Banacha), tandis que les soldats prennent possession du bâtiment du XXI Liceum Ogólnokształcące im. Hugona Kołłątaja (21e école secondaire Hugo Kołłątaj) au 93 rue Grójecka.

« Dans la matinée, des unités "d'Ukrainiens" sont venues de la direction d'Okęcie et ont commencé à jeter les gens hors des maisons de la rue Opaczewska et de la rue Grójecka. »

— Józef Cieciersk,  

### Le départ de la division
Dans la nuit du 2 au 3 septembre, l'un des bataillons de la 29e Division SS est démantelé à Truskaw à la suite d'une attaque surprise menée par une unité de l'AK, sous le commandement du lieutenant Adolf Pilch (pseudo « Dolina »).
La 29e Division est ensuite déplacée dans la zone de la rue Inflancka et du Fort Traugutta (de la Citadelle de Varsovie), d'où, après cinq jours, elle est à nouveau redéployée aux abords de la Forêt de Kampinos avec pour mission de bloquer le Groupe « Kampinos » (en : Kampinos Group) de l'AK.
Le 15 septembre, le régiment décimé est chargé sur un transport à Błonie et renvoyé dans la région de Racibórz, où le reste des forces RONA est caserné.

## Combats et crimes

### Renforcement des positions et premiers crimes
Le 2 et 3 août 1944, la « Reduta Kaliska » (Forteresse de Kalisz, sub-district I d'Ochota de l'AK) étendent leurs positions (par la prise de la chocolaterie « Pluto », du Monopole du Tabac et de l’école fondamentale Szachtmajer) et les renforcent (de nombreuses munitions sont capturées par la prise de l’école).
L’étendue des positions se renforce encore par des prisonniers ayant survécu au massacre de Mokotów.
Le 3 août, les troupes allemandes emmènent plusieurs dizaines de civils, qui se cachent dans le quartier de la place Narutowicza, devant Église de l'Immaculée Conception de la Bienheureuse Vierge Marie (Varsovie) (en) (en polonais : Kościół Niepokalanego Poczęcia Najświętszej Maryi Panny w Warszawie) tuant des personnes qui, en raison de leur âge ou de leur état de santé, ne pouvaient pas maintenir le rythme de la marche.

### Le début du massacre
La 29e Division SS combat aux limites d'Ochota et du centre-ville (Śródmieście) jusqu'au 23 août 1944.
La priorité des troupes de la 29e Division SS est d'attaquer les positions de résistance à la « Reduta Kaliska » le long de la rue Grójecka, mais presque immédiatement, les troupes commencent le premier d'une longue série de meurtres, viols, vols visant initialement la population civile de la rue voisine (rue Opaczewska).
La première exécution massive a lieu dans la rue Tarczyńska, à la maison no 17. Ils fusillent sur place dix-sept hommes,
Des groupes de soldats font irruption dans les maisons et expulsent les résidents, dont certains sont abattus – surtout s'ils sont réticents à quitter leurs propriétés. La plupart des bâtiments de la rue Opaczewska sont incendiés ce jour-là après avoir été systématiquement pillés (tout comme la maison no 17 qui est aussi pillée et incendiée).
Les 4 et 5 août 1944, des personnes sont également été assassinées dans des lotissements voisins, et les habitants du 104 rue Grójecka sont tués à la grenade alors qu'ils se cachent dans la cave.

« Au numéro 104, les soldats ont lancé des grenades dans les sous-sols, puis sont entrés dans la rue Opaczewska. Ils parlaient en russe et les gens disaient qu'ils étaient de la brigade de Kamiński. »

— Szczepan Łabędzki, 
Dans les premières heures du massacre, les troupes entrent également dans l'Institut du Radium où elles tuent certains des patients. De nombreuses victimes sont violées collectivement, avant d'être tuées – un schéma qui se répéte ailleurs.

## Camp de transition deZieleniak
« Après avoir hésité et réfléchi, l'officier SS a donné l'ordre de conduire le groupe à Zieleniak, où nous nous sommes rendus, les mains levées, pendant 20 minutes. De cette façon, personne ne pouvait passer avec une valise ou un paquet. »

— Maria Lachert, 

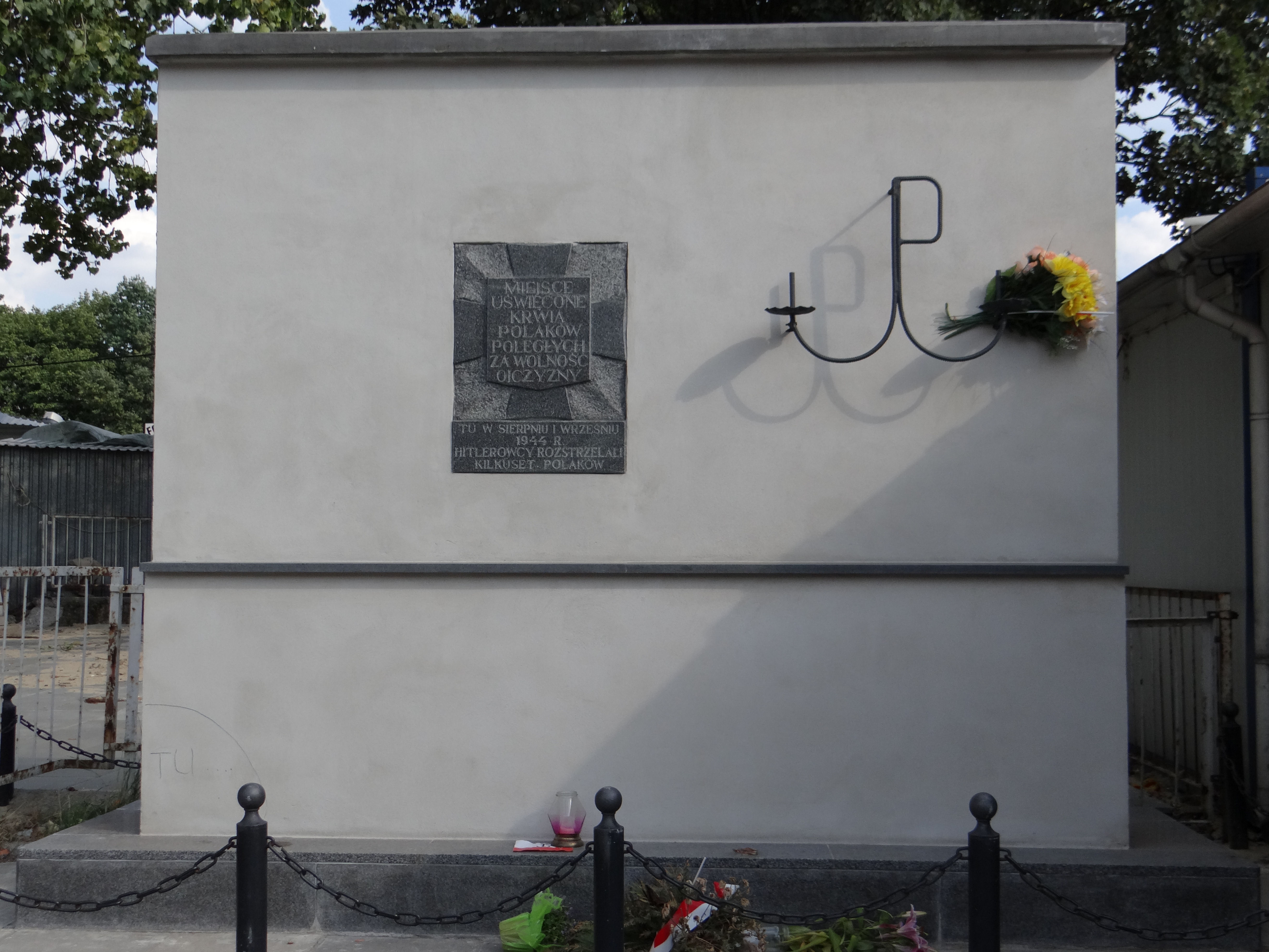
Le mémorial du camp de transition de Zieleniak où des centaines de prisonniers ont été fusillés en août et septembre 1944

Le 5 août, en raison du nombre toujours croissant de personnes expulsées de leurs foyers, les Allemands décident de créer un camp de transition à Ochota où les personnes pourraient être rassemblées avant d'être transportées vers le camp de transit de Pruszków, en dehors de Varsovie.
Le camp de transition est situé dans la zone d'un ancien marché aux légumes appelé Zieleniak (aujourd'hui la zone de Hale Banacha, la halle Banacha). Dans la soirée du 5 août, entre 10 000 et 20 000 habitants du district d'Ochota et de ses environs sont rassemblés.
Les troupes de la 29e Division SS reprennent l'ancien bâtiment administratif du marché, et utilisent des loges de conciergerie comme postes de garde. La place de marché est entourée d'un mur de briques qui empêche les prisonniers de s'échapper. Les crimes contre la population locale se poursuivent lors des rafles menées par les troupes de Kaminski, qui souvent battent et tirent sur leurs prisonniers tout en les emmenant vers le camp de transition, extrayant les femmes hors de la foule pour les violer, les tuant fréquemment par la suite.

« Dans Zieleniak, toute la place était occupée par des civils jusqu'à l'endroit où commence la partie pavée. Les Vlasovtsy (soldats de l'Armée de libération russe) s'affairaient parmi les détenus, sélectionnant, pour le travail comme ils disaient, des jeunes femmes, pratiquement des enfants. 
La nuit, nous entendions souvent leurs cris. Certaines des femmes enlevées revenaient en nous disant que les Vlasovtsy les avaient violées. Une fois, j'ai entendu un coup de feu près de l'école, immédiatement après qu'un groupe de femmes y ait été emmené. Les détenus ont dit que les Vlasovtsy avaient tiré sur une femme. »

— Szczepan Łabędzki, 
À l'entrée du camp de transition, les victimes sont fouillées pour trouver les objets de valeur, les bijoux et l'argent, puis forcées à entrer dans la zone pavée du marché. Une fois à l'intérieur du camp de transition, les prisonniers n'ont aucune installation sanitaire, aucun médicament ou aide médicale. Une petite quantité de pain moisi est parfois distribuée, mais il n'y a pas d'eau potable. De plus, les soldats tirent parfois sur les personnes emprisonnées pour s'amuser. Erich von dem Bach, commandant de toutes les forces armées allemandes à Varsovie pendant le soulèvement, inspecte le camp le jour de sa création et conclu « qu 'il n'y a rien de mal là-bas, tout est en ordre ».
Le 7 août 1944, le camp de transition déborde de civils. Ceux qui ont été assassinés sont entassés le long du mur du camp ou enterrés de manière improvisée. Le même jour, plusieurs centaines de personnes d'origine non polonaise sont escortées vers un camp similaire à Okęcie (quartier du Włochy dans le district de Varsovie). Le 9 août, le premier groupe de prisonniers est évacué du camp de transition de Zieleniak et transporté vers le camp de transit de Pruszków.
Alors que les forces allemandes poussent progressivement les insurgés d'Ochota dans les jours suivants, le camp de transition est de nouveau rempli de personnes provenant d'autres parties du district, telles que le lotissement de Lubecki (Kolonia Lubeckiego) et des blocs de l'Office des assurances sociales de la Rue Filtrowa. La prise de positions de résistance le long de la rue Wawelska (la « Reduta Wawelska », Forteresse de Wawelska) le 11 août, est suivie par la vague suivante de personnes expulsées de leurs foyers.
Comme le nombre de prisonniers assassinés et décédés augmente, leurs cadavres sont brûlés dans le gymnase de l'école secondaire voisine Hugo Kołłątaj . Les corps sont transportés au gymnase par des civils conscrits de force qui reçoivent l'ordre de les empiler, après quoi les soldats les aspergent d'alcool et les incendient.
Le 12 août, un officier allemand tue trois scouts capturés du Bataillon Gustaw de l'Armée de l'Intérieur, leur tirant dans le dos alors qu'ils descendent des cadavres dans une fosse creusée. Le 13 août, l’évacuation définitive des civils vers le camp de transit de Pruszków commence. Entre-temps, des hommes sélectionnés sont enrôlés dans le Verbrennungskommando (NDT: librement traduit en commando d'incinération) et continuent à brûler les corps des victimes du massacre.
Le camp de transition de Zieleniak fonctionne jusqu'au 19 août 1944. Au cours de ses deux semaines d'existence, environ 1 000 prisonniers sont morts de faim, de soif et d'épuisement extrême, ou sont abattus par les soldats de la Brigade Kaminski.

## Institut du Radium

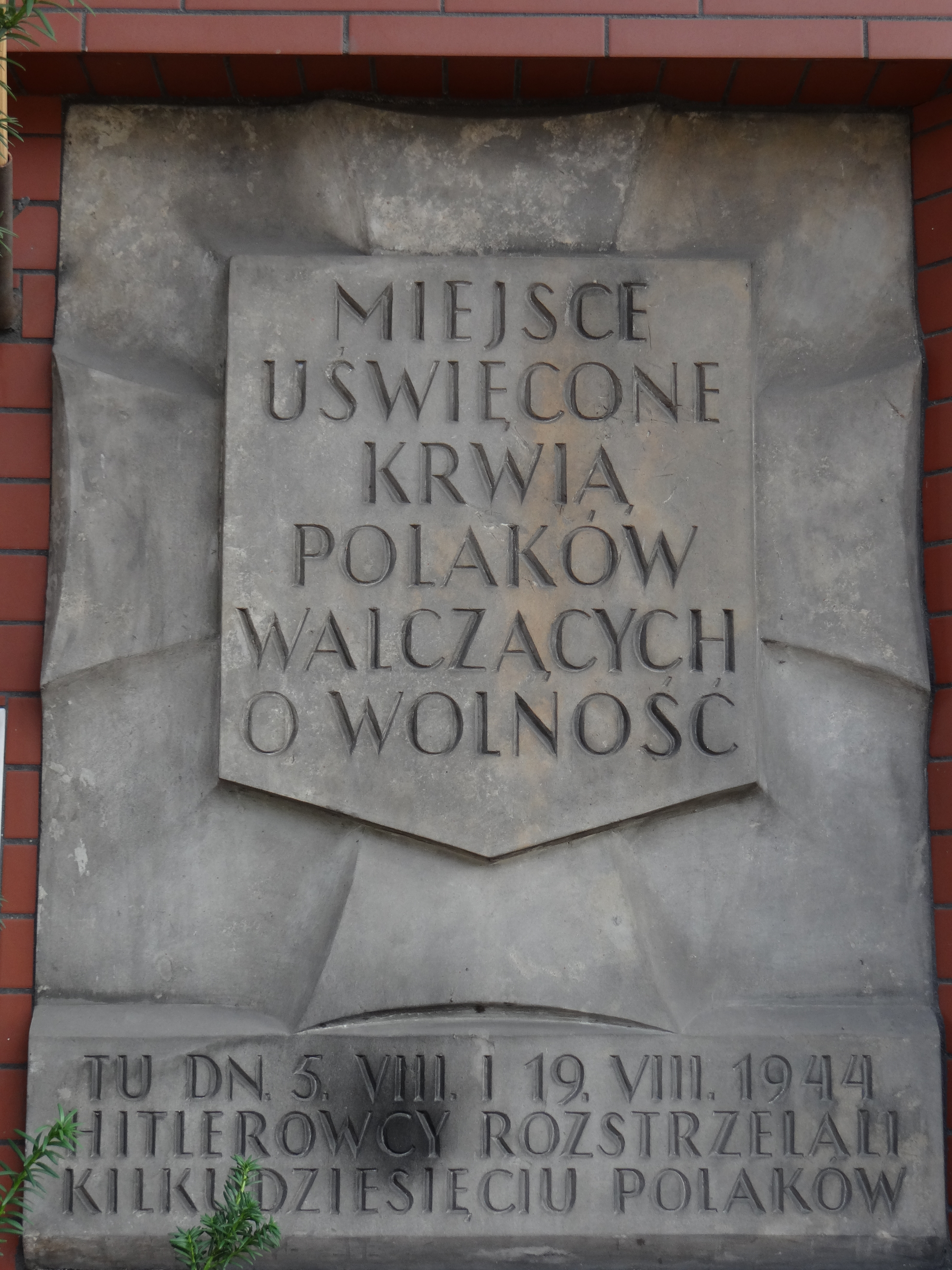
Une plaque commémorative de Tchorek commémorant le personnel et les patients assassinés à l'Institut du Radium en août 1944

Le 5 août, des unités de la Brigade Kaminski font irruption dans l'Institut du Radium (fondé par Marie Curie) au 15 rue Wawelska. Après avoir pillé l'hôpital et dévalisé le personnel et les patients, elles mettent le feu à la bibliothèque et détruisent le stock de nourriture, la pharmacie et une grande partie de l'équipement de l'hôpital. Après avoir initialement décidé d'exécuter les patients et le personnel à l'intérieur de l'Institut, les troupes changent d'avis et décident que les patients et huit membres du personnel resteront pendant que le reste de celui-ci est évacué vers le camp de transit de Zieleniak.
Le soir, les infirmières qui sont restées sur place sont victimes d'un viol collectif. Le lendemain, le bâtiment est incendié et certains des patients sont brûlés vifs. Environ 60 personnes évitent la mort en cherchant un refuge dans la cave et les cheminées du bâtiment.

« Quatre femmes paramédicales, qui avaient été renvoyées d'un poste sanitaire, m'ont rejoint dans mon travail. À un moment donné, l'une d'entre elles est allée aux toilettes et, environ une heure plus tard, je l'ai vue ramper à quatre pattes en direction de notre poste depuis la maison dans laquelle elle s'était rendue. 
J'ai appris d'elle qu'elle avait été violée par huit Ronowcy (Russian National Liberation Army members (Membres de l'Armée de libération nationale russe)). 
J'ai également vu qu'une jeune femme, que j'avais connue de vue et qui marchait en direction d'Okęcie depuis la place Narutowicza, a été capturée par quatre soldats, des Ronowcy, traînée jusqu'à une place vide envahie par les herbes et violée là. 
Le dernier violeur lui a tiré dessus avec un revolver. »

— Trojanowski Stanisław, 
Les 9 et 10 août, quelques survivants sont découverts et les soldats de Kaminski incendient à nouveau le bâtiment. Le 19 août, les soldats extraient tous les survivants encore présents dans le bâtiment et tuent les 50 patients gravement malades sur place. Les autres sont envoyés au camp de transition de Zieleniak, où ils sont également exécutés (selon les témoignages oculaires, d'une balle dans la nuque[réf. souhaitée]), puis brûlés sur un bûcher dans le gymnase. Au total, environ 170 personnes (patients et personnels) sont assassinées.

## Autres atrocités
Des viols, des vols, des incendies criminels, des exécutions par peloton d'exécution et de meurtres de civils, cachés dans des caves (généralement en y jetant des grenades à main) sont commis par les diverses unités de la 29e Division SS à travers le quartier d'Ochota. Elles tuent également les blessés, avec des grenades, dans l'hôpital de campagne de la résistance, au 11/13 rue Langiewicza.
La plupart des atrocités commises à Ochota prennent fin avec la chute du dernier bastion de la résistance dans le bâtiment de l'Institut Géographique Militaire (pl) situé 90 avenue Jerozolimskie (en polonais : Instytut Geograficzny, aleje Jerozolimskie 90) le 13 août 1944. Cependant, le 25 août, les patients et le personnel de l'Hôpital de l'Enfant-Jésus (Modèle:En Langue) au 4 rue Lindleya sont battus et assassinés.

## Victimes

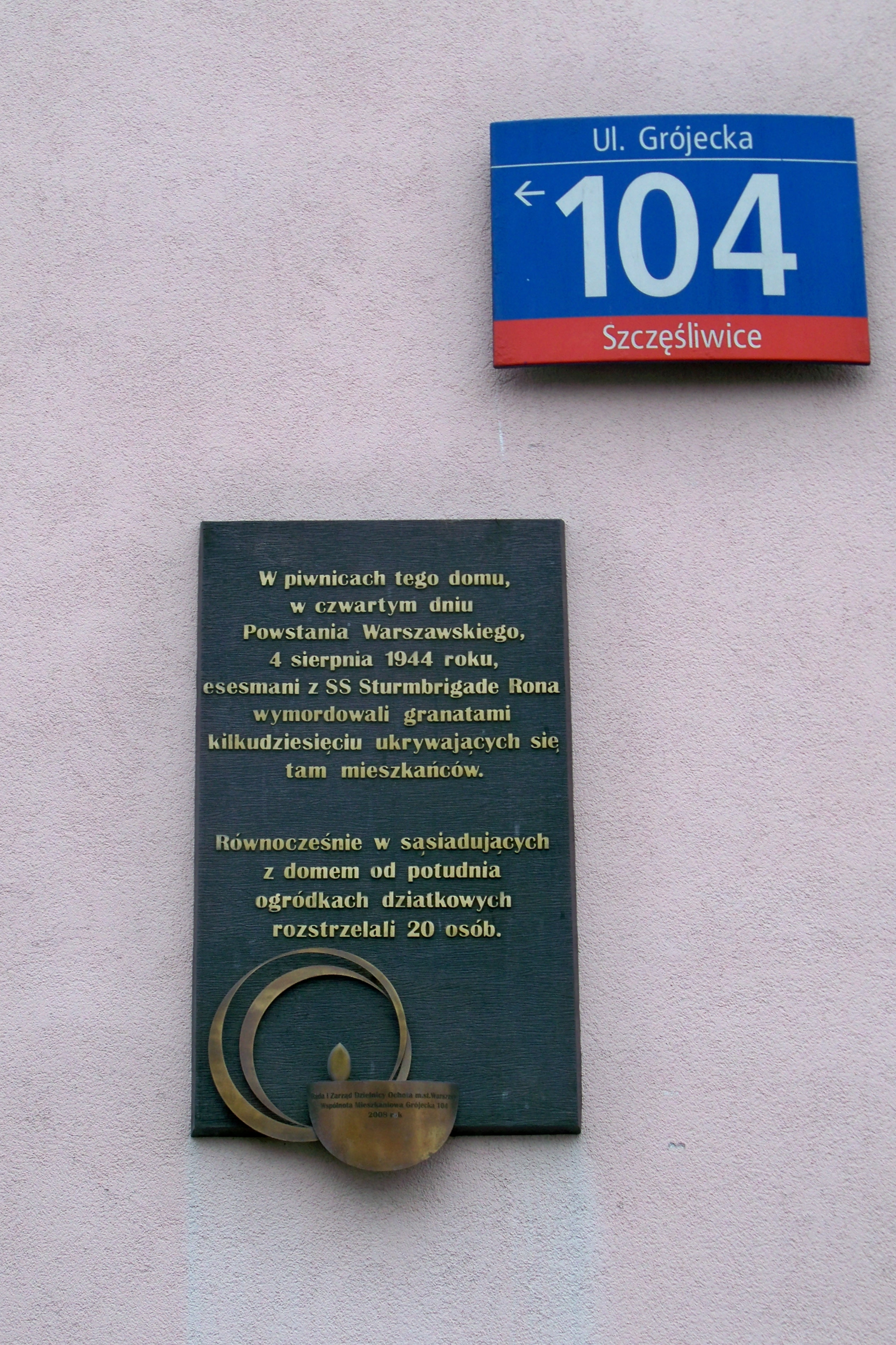
Une plaque commémorative sur le mur du 104, rue Grójecka, où des dizaines de personnes ont été tuées à la grenade dans le sous-sol et vingt personnes ont été abattues dans l'arrière-cour le 4 août 1944

Environ 10 000 personnes sont tuées dans le massacre d'Ochota, dont 1 000 dans le camp de transition de Zieleniak. De nombreux sites différents sont utilisés pour les exécutions de masse, dont certains sont maintenant marqués de plaques commémoratives en souvenir des victimes. Parmi les personnes tuées figurent le peintre Wiktor Mazurowski, 82 ans, et sa femme, assassinés au 83 rue Filtrowa, l'acteur dramatique Mariusz Maszyński et sa famille, ainsi que l'architecte Stefan Tomorowicz et sa femme, qui sont tués au Pôle Mokotowskie.

## Pillage et destruction systématiques du district d'Ochota
Les unités de la 29e Division SS se retirent d'Ochota entre le 22 et le 25 août 1944, mais le pillage des propriétés dans le district se poursuit jusqu'au début d'octobre. L'administration du travail allemande organise une campagne systématique de pillage; le butin est chargé dans des trains de marchandises à la gare de Warszawa Zachodnia et envoyé en Allemagne. De plus, des convois de camions chargés de biens volés sont envoyés à Piotrków Trybunalski. Finalement, les unités du Vernichtungskommando (NDT: librement traduit par commando d'annihilation) incendie systématiquement rue après rue le quartier, provoquant ainsi sa destruction définitive.

## Responsabilités des auteurs

### Erich von dem Bach-Zelewski
Erich von dem Bach-Zelewski n'est pas jugé pour les crimes de guerre commis à Varsovie. Lors du Procès de Nuremberg, il accepte de comparaître comme témoin à charge, en échange de quoi les  procureurs alliés  lui accordèrent l'immunité.         
En 1949, il est libéré de prison et en 1951, le tribunal de dénazification de Munich le condamne à 10 ans de prison, mais la peine n’a pas été exécutée, le tribunal estimant que la moitié de la peine a été purgée. von dem Bach-Zelewski s'installe dans le village d'Eckersmühlen (de) près de Nuremberg, où il travaille comme veilleur de nuit.
En 1958, il est arrêté parce qu'il est soupçonné de complicité dans le meurtre d'une des victimes de la « Nuit des longs couteaux » et en février 1961, condamné à quatre ans et demi d'emprisonnement (dont deux déjà passés en détention).
En 1962, il est à nouveau devant le tribunal pour le meurtre de sept communistes allemands. Il a ensuite été condamné à la réclusion à perpétuité.
Il mourut à l'hôpital pénitentiaire de Munich-Harlaching (de) en mars 1972 .

### Bronislaw Kaminski
En raison de l'insubordination dont il fait preuve envers ses supérieurs allemands, Bronislaw Kaminski est démis de ses fonctions de commandant de la 29e Division  SS. Cela se produit probablement vers le 19 août 1944. Vers les 28 et 29 août, il est traduit devant une cour martiale à Łódź, condamné à mort et fusillé,.
Selon des informations non confirmées, les Allemands, voulant éviter des troubles parmi les soldats de la brigade, ont fait passer la mort de Kaminski pour un accident de voiture ou une attaque de partisans polonais. L'Obersturmbannführer Ilya Shavykin, chef d'état-major de la division, est abattu avec Kaminski en août 1944.

#### Ivan Frolov
En mars 1972, Ivan Frolov (cs) se retrouve en captivité soviétique. Le 31 décembre 1946, il est condamné à mort par le Collège militaire de la Cour suprême de l'URSS. La sentence est immédiatement exécutée.

## Conclusions

### Collaboration ukrainienne
Selon les conclusions de Zenona Rudnego, les collaborateurs (des formations volontaires sur le Front de l’Est), comme la RONA, sont collectivement qualifiés d'« Ukrainiens » par les habitants de la Varsovie insurgée,.
La presse insurgée, notamment le « Bulletin d'information (hebdomadaire clandestin) (pl) », tient également pour responsables les collaborateurs ukrainiens des crimes commis lors de la Pacification d'Ochota.
En conséquence, le mythe selon lequel les Ukrainiens ont commis des meurtres de masse, des viols et des vols à Ochota s'est ancré dans la conscience publique et dans la littérature (même si la RONA est restée composée presque exclusivement de Russes).

### Victimes et dégats
Selon Szymon Datner et Kazimierz Leszczyński, les crimes commis par les différentes unités allemandes et la 29e Division SS à Ochota sont inférieurs à l’ampleur du Massacre de Wola, mais l'égale en termes de brutalité.
Ils ajoutent également que « tout comme à Wola, il n'y a presque aucune maison où un crime n'a pas été commis ».
Les auteurs de la monographie « Histoire d'Ochota » (en polonais : Dzieje Ochoty) estiment le nombre de victimes de la pacification du district à environ 10 000, dont environ 1 000 assassinées à Zieleniak.
Les auteurs du lexique « Combats de Varsovie 1939 – 1945 » (en polonais : Warszawa Walczy 1939 – 1945) fournissent les mêmes estimations. Józef Kazimierz Wroniszewski parle de « plusieurs milliers de victimes », dont près d'un millier meurent et sont assassinées à Zieleniak.
Selon les estimations d'après-guerre, entre 1939 et 1945, environ 66 % des bâtiments d'Ochota sont détruits et 17 % supplémentaires ont été endommagés.

### Galerie de photos

Photographies récentes, d'époques ou en relations
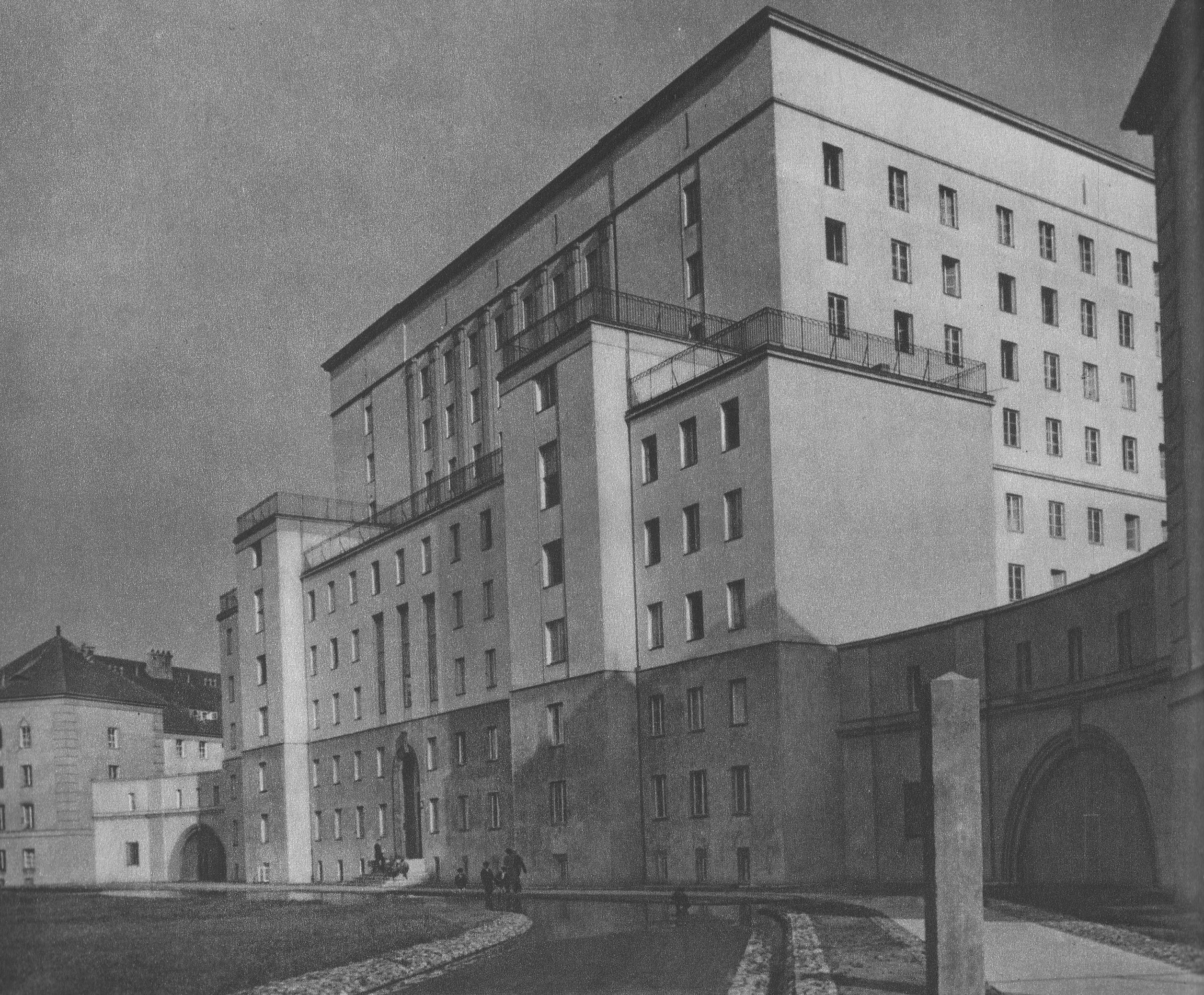
Dortoir des étudiants sur la place Gabriel-Narutowicz, en août 1944, c'était le bâtiment le plus important contrôlé par les troupes allemandes à Ochota.
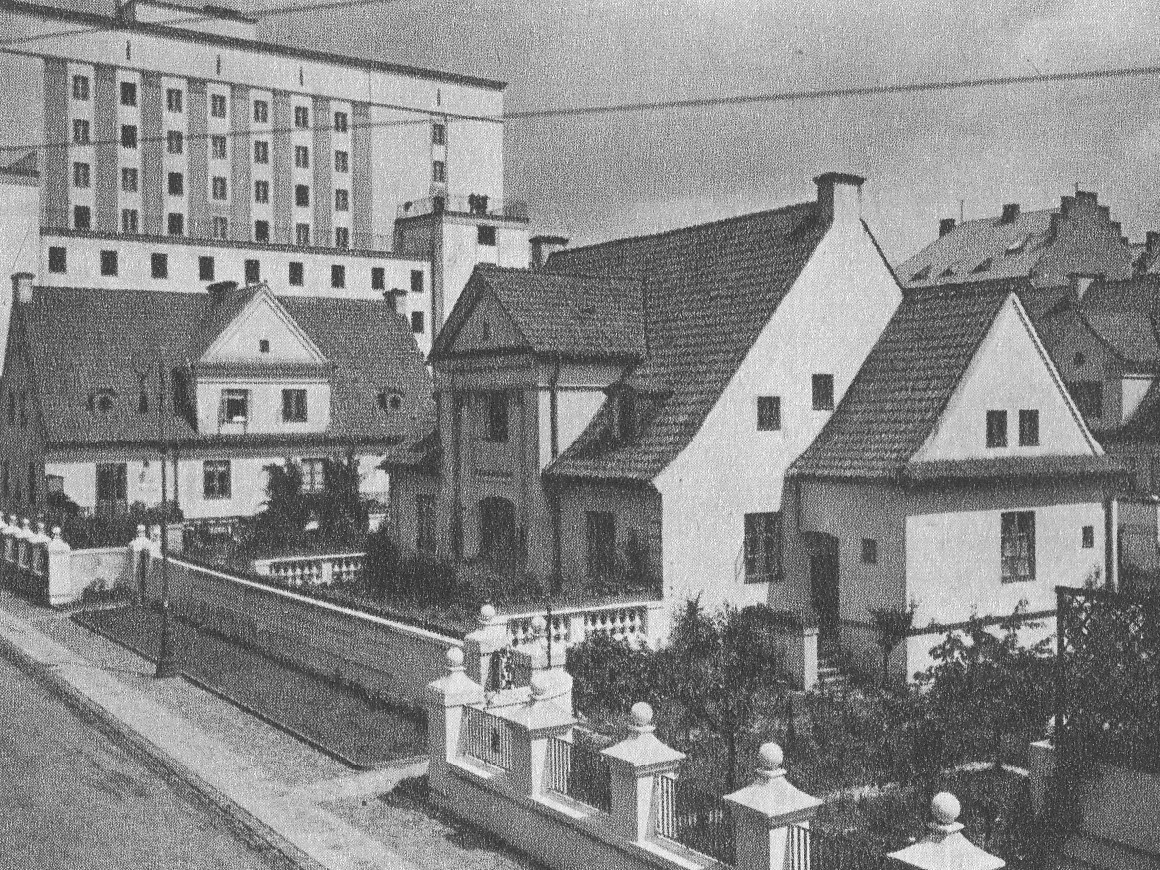
Fragment de la Kolonia Lubeckiego (en 1939).
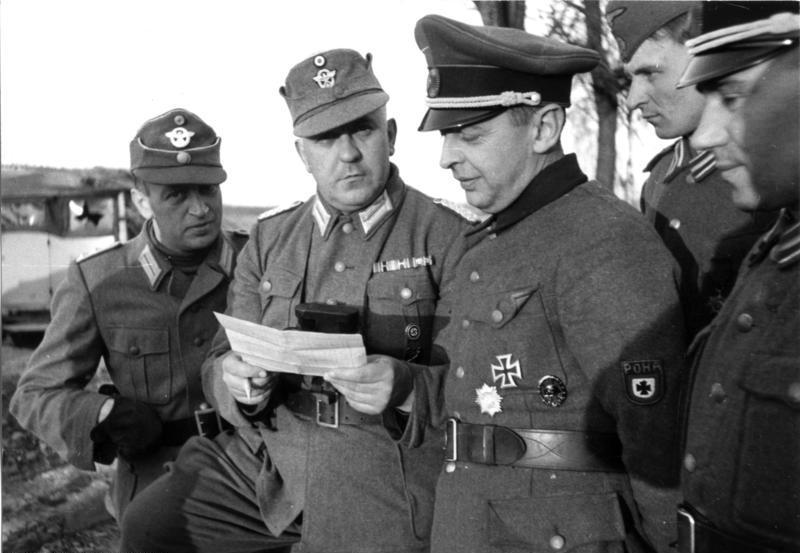
Le commandant de brigade Bronislaw Kaminski (3e à partir de la gauche) lors d'une consultation avec des officiers de police allemands sur l'engagement de son unité contre les partisans soviétiques (en 21 mars 1944).
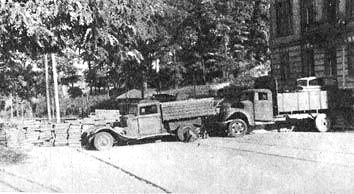
Barricade dans la rue Książęca dans le district de Czerniaków.
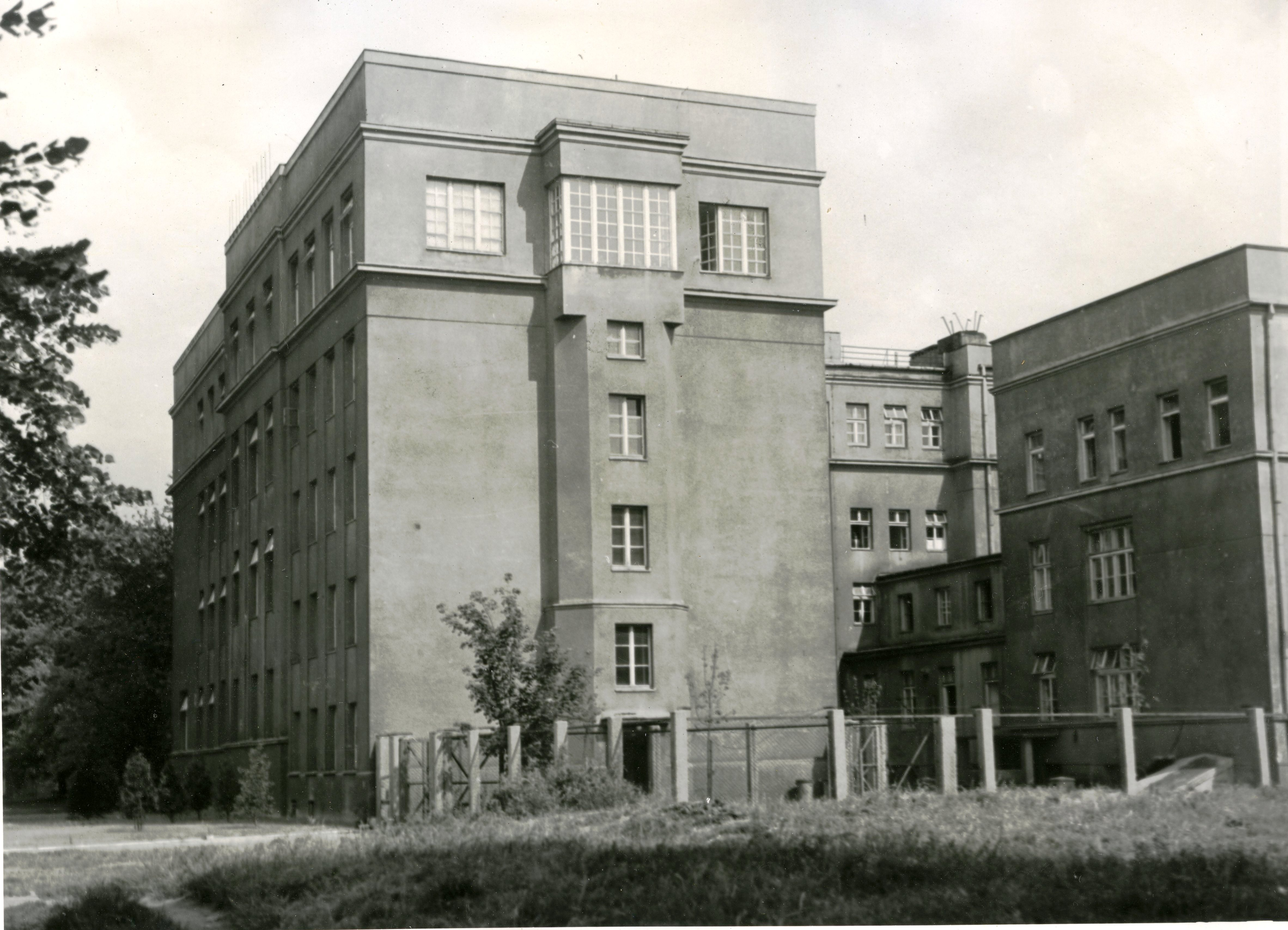
(l'ancien) Institut (avec un étage ajouté après la guerre, dans les années 1955 – 1965.
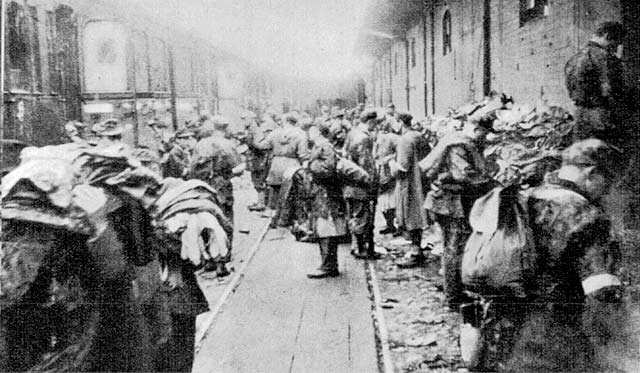
Insurgés dans les magasins Waffen-SS du 4 rue Stawki, capturés le 1er août 1944 par la section de Stanisława Janusza Sosabowskiego « Stasinka » du  « Kolegium « A » » de Kedyw et qui deviennent la principale source d'uniformes, de nourriture et d'équipement pour le régiment « Radosław ».
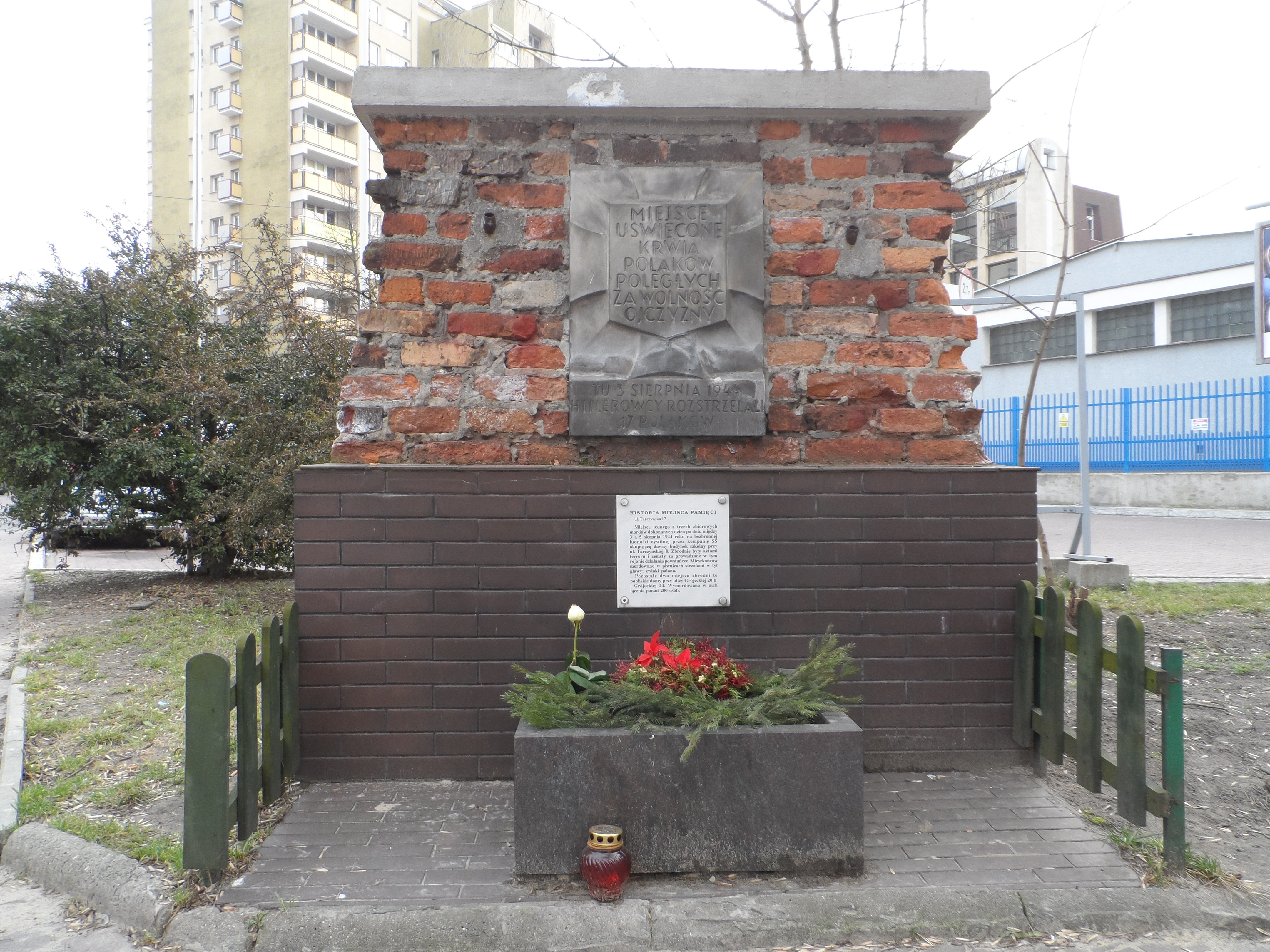
Plaque de Tchorek commémorant 17 Polonais abattus le 3 août 1944 à l'angle des rues Tarczyńska et Daleka
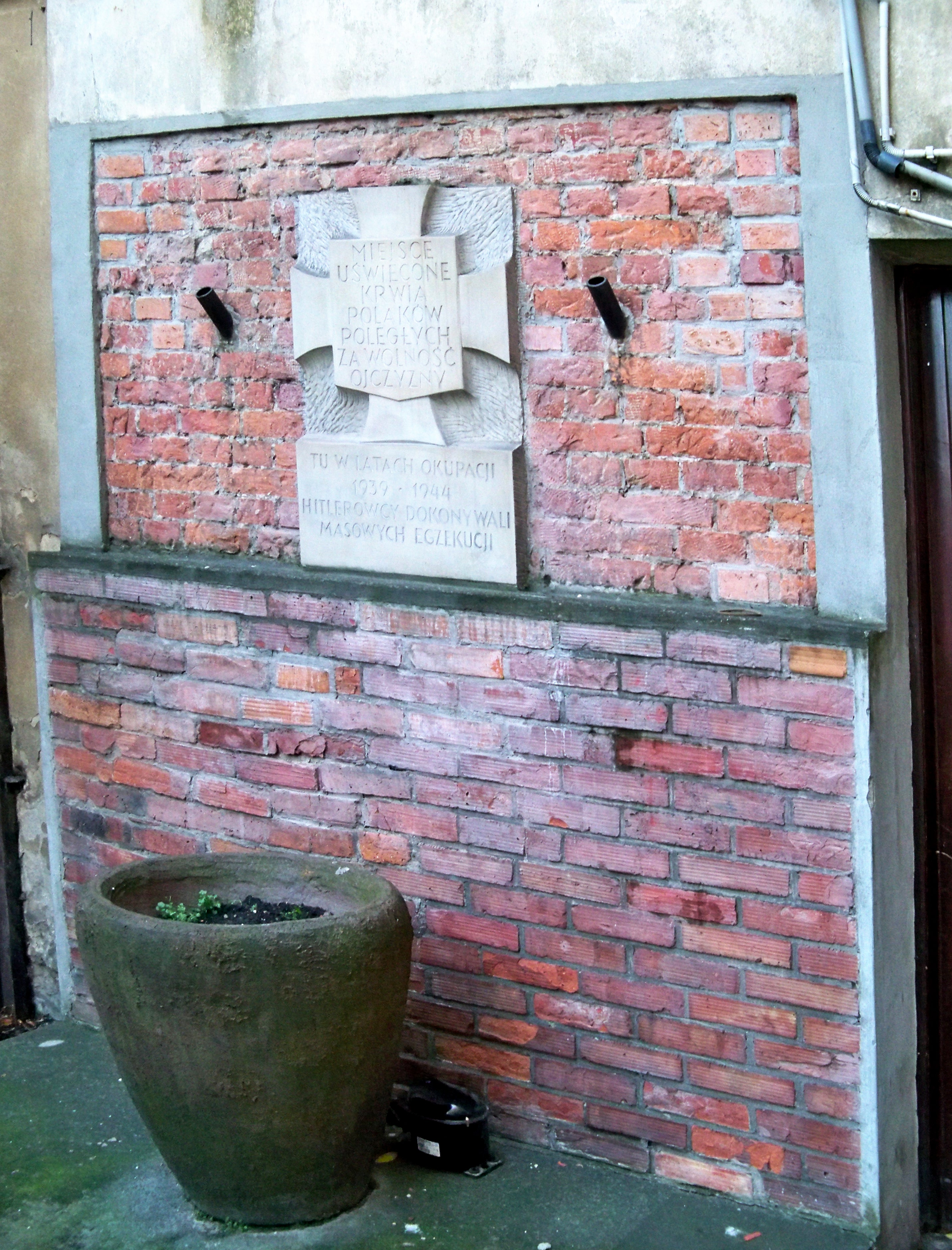
Plaque de Tchorek sur le mur du dortoir étudiant « Bratniak – Muszelka », commémorant les Polonais abattus dans les locaux.
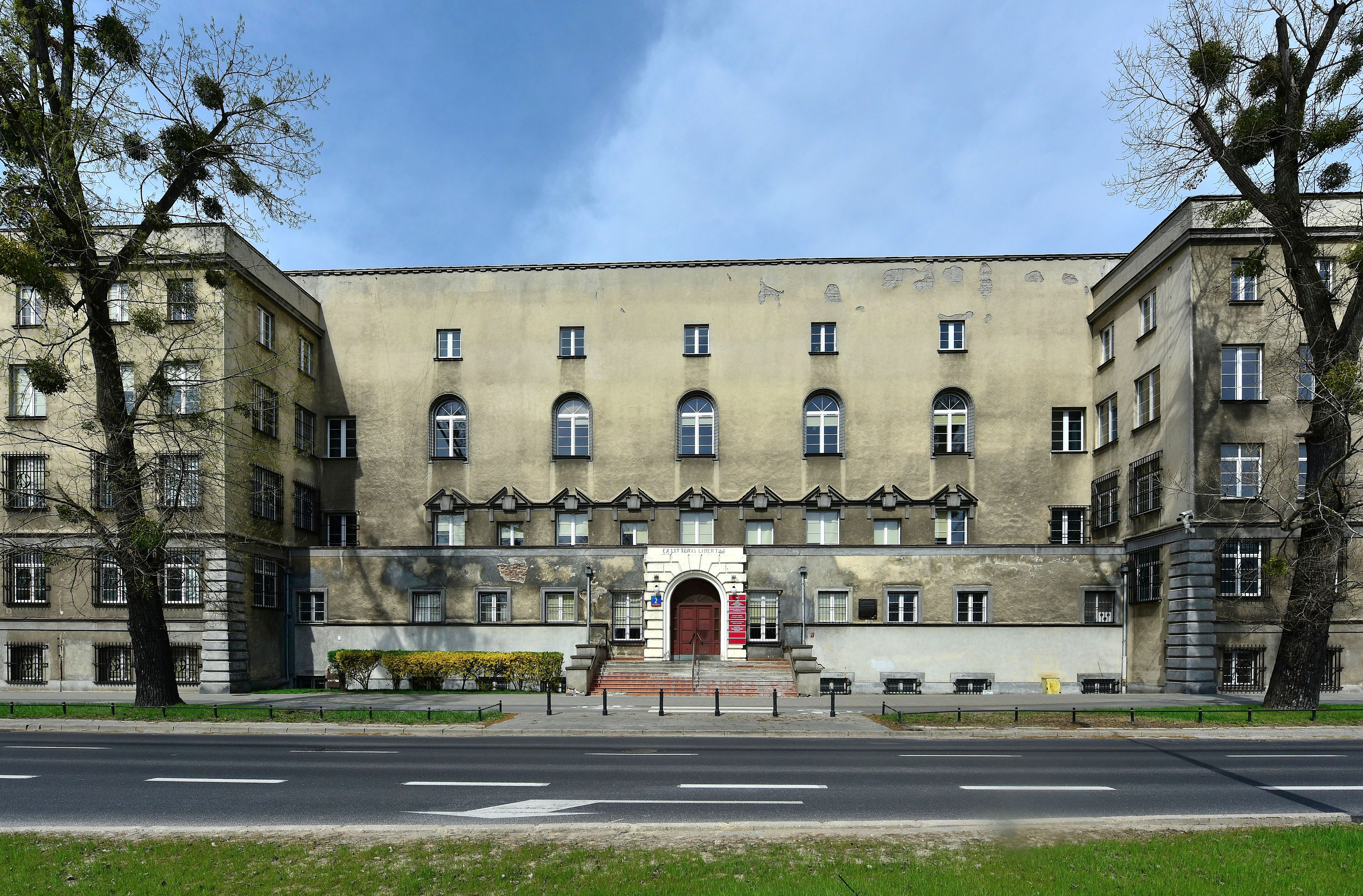
Bâtiment de l'Université polonaise libre, rue Banacha, en août 1944, le quartier général de la 29e Division SS y est cantonné.

## Voir également
- Insurrection de Varsovie
- Massacre de Wola
- Rapports Pilecki
- Destruction de Varsovie
- Musée de l'Insurrection de Varsovie
- Plaques commémoratives de Tchorek (Varsovie)
- Monument aux victimes du massacre de Wola (Varsovie)
- Massacre de la rue Bracka à Varsovie
- Massacre de la rue Marszałkowska